# الکسا سانتیک (سامبور)
الکسا سانتیک (سامبور) (به لاتین: Aleksa Šantić (Sombor)}} یک منطقهٔ مسکونی در صربستان است که در West Bačka District واقع شده‌است.

## خصوصیات
الکسا سانتیک ۲٬۱۷۲ نفر جمعیت دارد.